# Pandur (transporter)
Pandur – współczesny austriacki kołowy transporter opancerzony zbudowany w konfiguracji 6x6, produkowany w zakładach Steyr-Daimler-Puch A.G. Pierwsze dwa prototypy zbudowano w pierwszej połowie lat osiemdziesiątych XX wieku, a jedenaście wozów serii próbnej - w 1986 roku. Obecnie transportery znajdują się w uzbrojeniu armii austriackiej. Nazwa wozu pochodzi od lekkozbrojnych oddziałów konnych Cesarstwa Austrii z XVIII wieku, słynących z dużej ruchliwości i agresywności.
Obecnie produkowana jest druga wersja czyli Pandur II.

## Historia
W 1979 roku w austriackiej firmie Steyr-Daimler-Puch A.G. rozpoczęto prace nad nowym transporterem opancerzonym przystosowanym do współczesnego pola walki. Projekt ten otrzymał nazwę Pandur. Z czasem do współpracy włączono także amerykańską firmę AV Technology International z Chesterfield, szwajcarską MOWAG i hiszpańską Santa Bárbara Sistemas należące do koncernu General Dynamics, mającą doświadczenie przy budowie VEC-M1.
W 1994 roku gotowa była wersja handlowa 6-kołowego transportera Pandur I a w 1995 roku rozpoczęto jego produkcję seryjną dla armii austriackiej. Transporter ten był przystosowany do wyposażenia w różnego rodzaju uzbrojenie i wyposażenie. Spełniał on wymogi współczesnego pola walki.
W 2001 roku rozpoczęto pracę nad 8-kołową wersją transportera, którą oznaczono jako Pandur II 8x8, a później także na podstawie tej wersji także 6-kołową Pandur II 6x6. Wersja ta jest również przystosowana do pływania.
Rodzaje produkowanych transporterów opancerzonych Pandur ze względu na wyposażenie:
- Pandur MICV 1/127 – transporter opancerzony
- Pandur ATGMC – ruchoma wyrzutnia rakiet przeciwpancernych
- Pandur AMC 81 – transporter opancerzony wyposażony w moździerz kal. 81 mm
- Pandur AAMB – opancerzon wóz medyczny
- Pandur ARSV 25 – opancerzony wóz zwiadowczy, uzbrojony w armatę Oerlikon KBA kal. 25 mm i karabin maszynowy MG3
- Pandur ARSV 30 – opancerzony wóz zwiadowczy, uzbrojony w armatę Rheinmetall Mk 30 kal. 30 mm i karabin maszynowy FN MAG.
- Pandur ARSV 35 – opancerzony wóz zwiadowczy, uzbrojony w działko kal. 35 mm
- Pandur AFRSV 90 – wóz wsparcia ogniowego zwiadu, uzbrojony w armatę kal. 90 mm
- Pandur – opancerzony wóz dowodzenia i łączności

Oprócz wytwórni w Austrii transportery tego typu produkowano dla armii Stanów Zjednoczonych w wytwórni AV Technology International. Licencję na jego produkcję zakupiły również Czechy i Słowenia.

## Opis konstrukcji
Samonośne nadwozie transportera, spawane z pancernych płyt stalowych, jest odporne na przebicie pociskami karabinowymi kalibru 7,62 mm. Dodatkową ochronę załogi zapewnia wykładzina przeciwodłamkowa, którą wyłożono wnętrze wozu. Ponadto istnieje możliwość pokrycia transportera dodatkowym pancerzem, który zwiększa odporność wozu na pociski kalibru 12,7 mm.
Pandur ma trzy przedziały: napędowy (w przedniej, prawej części kadłuba), kierowania (w przedniej, lewej części kadłuba), bojowo-desantowy (w środkowej i tylnej części kadłuba).
Zblokowany układ napędowy zawiera silnik i przekładnię automatyczną. Silnik Steyr WD 612.34, o mocy 180 kW przy 2400 obr./min (po modernizacji 192 kW), jest jednostką sześciocylindrową, o zapłonie samoczynnym, z wtryskiem bezpośrednim, turbodoładowaną, z chłodzeniem doładowywanego powietrza. Zespół Allison MT 653 DR ma blokowaną przekładnię hydrokinetyczną oraz planetarną, pięciobiegową skrzynię biegów. Wymiana układu napędowego trwa poniżej 20 minut.
Wszystkie koła transportera są zawieszone niezależnie. W przypadku dwóch pierwszych osi zastosowano sprężyny śrubowe, w trzeciej zaś - wałki skrętne. Sterowane są koła pierwszej i drugiej osi. Na feldze, wewnątrz opony, zamontowano wkładkę bezpieczeństwa Hutchinson DVFM lub Vorwerk, umożliwiającą jazdę z prędkością 50 km/h na dystansie do 100 km po całkowitym zniszczeniu opony. Transporter wyposażono w układ centralnego pompowania opon. 
Standardowo Pandur jest wyposażony w automatyczny układ przeciwpożarowy w przedziale napędowym, jednak na życzenie zamawiającego producent może zamontować: automatyczny układ przeciwwybuchowy w przedziale kierowania oraz bojowo-desantowym, układ ochrony przed bronią masowego rażenia (wytwarza nadciśnienie we wnętrzu wozu i filtruje powietrze), układ ogrzewania wnętrza (nadmuch powietrza ogrzanego poprzez silnik), układ przewietrzania wnętrza lub klimatyzację (do wyboru), a także wyciągarkę Rotzler Treibmatic.
Opracowano wiele wersji pojazdu, różniących się uzbrojeniem i liczbą przewożonych żołnierzy. Wersją podstawową jest transporter nieuzbrojony przewożący dziesięciu żołnierzy (dowódcę, kierowcę, ośmioosobowy desant). W bocznych ścianach kadłuba znajdują się cztery gniazda, umożliwiające prowadzenie ognia z broni strzeleckiej, z wnętrza wozu. Na życzenie odbiorcy producent może zamontować w wieżyczce lub na obrotnicy karabin maszynowy kalibru 12,7 mm.
Model rozpoznawczy Pandura, oznaczony ARSV 25, jest uzbrojony w automatyczną armatę Oerlikon KBA kalibru 25 mm (z dwudrożnym doprowadzeniem nabojów), 7,62 mm karabin maszynowy MG3 oraz sześć (2x3) wyrzutni granatów dymnych kalibru 76 mm. Naprowadzanie armaty w płaszczyźnie pionowej (w zakresie kątów od -10° do +50°) i poziomej (360°) odbywa się za pomocą napędów elektrycznych lub ręcznie (awaryjnie). Na pokładzie pojazdu znajduje się 135 nabojów odłamkowo-burzących (HE) i 35 nabojów przeciwpancernych podkalibrowych (APDS). Na stanowisku działonowego zamontowano celownik Aeritalia P204 o powiększeniu 8x.
Inną rozpoznawczą wersję Pandura (oznaczoną ARSV 30), uzbrojono w automatyczną armatę Mauser MK 30 kalibru 30 mm (z dwudrożnym doprowadzeniem nabojów), 7,62 mm karabin maszynowy FN MAG 58 oraz sześć (2x3) wyrzutni granatów dymnych kalibru 80 mm. Naprowadzanie armaty w płaszczyźnie pionowej (w zakresie kątów od -10° do +50°) i poziomej (360°) odbywa się za pomocą napędów elektrohydraulicznych lub ręcznie (awaryjnie). Na pokładzie pojazdu znajduje się 150 nabojów odłamkowo-burzących (HE) i 50 nabojów przeciwpancernych podkalibrowych (APDS). Dowódca i działonowy dysponują dzienno-nocnymi celownikami Philips UA 9126 o powiększeniu 6x i 12x - w dzień oraz 7x i 1 x - w nocy.
Ponadto Pandur występuje w wersji wozu wsparcia ogniowego (z 90 mm armatą MECAR Kenerga 90146), moździerza samobieżnego kalibru 81 mm, samobieżnego rakietowego zestawu przeciwlotniczego, samobieżnego niszczyciela czołgów (z wyrzutniami przeciwpancernych pocisków kierowanych HOT HCT), wozu zabezpieczenia technicznego, ambulansu i wozu policyjnego.
Firmy Steyr-Diamler-Puch A.G. i Huta Stalowa Wola opracowały polską wersję transportera Pandur, oznaczoną HSW Pandur 6x6, w której, w porównaniu z pierwowzorem, wydłużono kadłub za drugą osią o 300 mm, wprowadzono układ pędników wodnych oraz przekonstruowano układ chłodzenia silnika, aby silnik był chłodzony wodą zaburtową. Ostatecznie nie został wprowadzony do uzbrojenia Wojska Polskiego.

## Służba
Pierwsze transportery opancerzone Pandur skierowano do służby w armii austriackiej w 1996 roku, gdzie do chwili obecnej jest 224 transporterów tego typu.
70 transporterów zakupił Kuwejt, 60 Belgia, a także armia USA zamówiła 50 sztuk, które budowane są w zakładach AV Technology International. Słowenia zakupiła 36 sztuk transporterów, a w 2003 roku także licencję na produkcję dalszych 36 w zakładach Sistemska Tehnikay, gdzie będą produkowane pod nazwą Valuk. Gabon zakupił 1 transporter tego typu i zamówił dalsze 20 sztuk.
W 2006 roku armia czeska zamówiła 199 kołowych transporterów (KOT – kolovy obrneny transporter) Pandur II 8x8, w tym 63 bojowe wozy piechoty KBVP z armatą 30 mm i wyrzutniami pocisków ppanc Spike, 29 pojazdów w wersjach dowodzenia lub rozpoznania z działkiem 30 mm, a pozostałe w różnych wersjach specjalnych. Umowa została jednak zerwana w grudniu 2007 roku – oficjalnym powodem było niespełnienie wymagań przez transportery podczas prób i opóźnienia. Ponownie, na mocy kontraktu z 2009 czeskie siły zbrojne kupiły 107 transporterów w wersji Pandur II 8x8. W 2015 rząd Republiki Czeskiej zaaprobował zakup kolejnych 20 transporterów Pandur II 8x8. Czeskie transportery uzbrojone są w armatę 30 mm Mk 44 Bushmaster i km 7,62 mm M240 w bezzałogowej wieży i przewożą 7 żołnierzy desantu. W sierpniu 2010 r. cztery transportery dopancerzono i zmodyfikowano do wersji Pandur KBVP M1 dla potrzeb kontyngentu czeskiego w Afganistanie. Posiadają one dodatkowy pancerz ceramiczny i prętowe ekrany przeciwkumulacyjne i weszły do akcji na początku 2011 roku w prowincji Logar.
W kwietniu 2005 Portugalia zakupiła 260 sztuk transportera w wersji Pandur II 8x8, a ich produkcja odbywać się będzie w Portugalii.
Transportery opancerzone były dotychczas używane bojowo w trakcie misji pokojowych na Cyprze w ramach UNFICYP, na wzgórzach Golan w ramach UNDOF, w Kosowie w ramach KFOR, Afganistanie w ramach ISAF i w Bośni i Hercegowinie.